# Get ready! (2 Unlimited)
Get Ready! is het debuutalbum van de muziekgroep 2 Unlimited. Het album werd uitgebracht op 24 februari 1992 en telt 15 nummers.
Het album bereikte positie 12 in de Nederlandse hitlijsten. Ondanks het gemiddelde succes was 2 Unlimited een van de weinige Nederlandse bands die in de Amerikaanse hitlijsten wist te komen. Uiteindelijk kreeg het album goud na 500.000 verkochte exemplaren.

## Nummers
De Europese albumversie bevat de volgende nummers:

| Nr. | Titel                                    | Duur |
| --- | ---------------------------------------- | ---- |
| 1.  | Get Ready for This                       | 3:46 |
| 2.  | Twilight Zone                            | 4:11 |
| 3.  | The Magic Friend                         | 4:32 |
| 4.  | Contrast                                 | 3:42 |
| 5.  | Rougher Than the Average                 | 4:09 |
| 6.  | Workaholic                               | 4:12 |
| 7.  | Delight                                  | 3:42 |
| 8.  | Get Ready for This (Rio & Le Jean Remix) | 3:12 |
| 9.  | Twilight Zone (instrumental)             | 4:07 |
| 10. | The Magic Friend (instrumental)          | 3:32 |
| 11. | Rougher Than the Average (instrumental)  | 4:09 |
| 12. | Workaholic (instrumental)                | 4:12 |
| 13. | Delight (instrumental)                   | 3:42 |
| 14. | Desire                                   | 4:25 |
| 15. | Eternally Yours                          | 4:26 |

## Medewerkers
- Phil Wilde - producent
- Jean-Paul de Coster - uitvoerend producent
- Peter Bauwens - producent (nummer 15)

## Trivia
- In de Britse en Amerikaanse versie van het album kwam het uitroepteken in "Get Ready!" te vervallen.